# Groveland Township (comté de Tazewell, Illinois)
Pour les articles homonymes, voir Groveland Township.
Groveland Township est un township du comté de Tazewell dans l'Illinois, aux États-Unis,. En 2010, le township comptait une population de 19 526 habitants.

## Source de la traduction
- (en) Cet article est partiellement ou en totalité issu de l’article de Wikipédia en anglais intitulé « Groveland Township, Tazewell County, Illinois » (voir la liste des auteurs).